# Sri Vijaya Raja Sinha
Sri Vijaya Raja Sinha fou rei de Uda Rata (1739-1747), el primer de la dinastia dita dels Nayaks de Kandy o dinastia dels Nayakars.
Una crisi de successió va esclatar a la mort de Vira Narendra Sinha l'any 1739. No tenia més que un sol fill de ascendència singalesa, Unambuve Bandara. Però el tron de Kandy (Uda Rata) era reservat als kshatriya i la mare de Unambuve era de casta baixa. Amb el suport del bonze Weliwita Sarankara, el tron va passar al germà d'una de les esposes principals de Narendrasinha, un membre de la dinastia Nayak de Madurai (al sud de l'Índia) de llengua telugu i tàmil. Fou coronat sota el nom de Vijaya Rajasinha poc més tard en aquell mateix any.
Home molt culte, va procurar promocionar la religió budista tot i que no era la seva original. Es va buscar una esposa en la dinastia de Madurai que igualment va abraçar la religió del seu marit i el va secundar en els esforços per fer reviure el budisme. La reina va fer escriure alguns llibres religiosos. El rei va protegir (com el seu antecessor) al poeta i monjo Sarankara o Saranankara. En general es va tendir a donar els alts càrrecs als nayakars. El esdeveniment més rellevant del regnat fou el fastuós festival que va organitzar en honor de la Danta Dhatu (la Dent Sagrada de Buda) que fou exposada al poble. Va ordenar fer també diverses imatges de Buda en postures de dormir, assegut o reclinat gravades a la roca en coves en diversos llocs, destacant el Aluvihare i altres coves del districte de Matale.
També va fer venir monjos de Ayodhia que era on el budisme es practicava en la forma més pura. Hauria fet pelegrinatges al Pic d'Adam, Anuradhapura i Mahiyangana (Alutnuwera al districte de Bintenne). Va fer construir ponts de pedra per beneficiar als viatgers. Va ordenar construir un nou recipient per la Dent Sagrada que no va veure acabat. Va morir el 1748 i el va succeir el seu cunyat Kirti Siri Raja Singha.